# Flaga La Rioja
Flaga La Rioja - Barwy flagi pochodzą z pierwszego pola herbu wspólnoty La Rioja (w polu złotym, na wzgórzu zielonym, krzyż czerwony między dwiema muszlami srebrnymi).
Przyjęta 31 maja 1985 roku. Proporcje 2:3